# العرب (حي)
حي العرب، هو أحد التقسيمات الداخلية لمدينة بورسعيد في محافظة بورسعيد، جمهورية مصر العربية.